# Огури, Сюн
Сюн Огури (яп. 小栗 旬 Огури Сюн, 26 декабря 1982, Кодайра, Токио, Япония) — японский актёр театра и кино, радиоведущий.

## Биография
Сюн Огури родился в большой семье третьим, самым младшим ребёнком (у Сюна есть также сестра и брат), 26 декабря 1982 года в Кодайре (Токио), Япония. Школу он так и не закончил. Хотя и обучение актёрскому мастерству не стало для Сюна делом легким, по его словам, спасало то, что «на курсе было много симпатичных девочек». Сейчас же актёрство для него всё; без профессии Сюн себя не видит, ей отдаётся полностью и с удовольствием.
Первой для Сюна стала роль в дораме «Крутой учитель Онидзука», а затем — заметная роль в дораме Моримото Кодзуэко «Гокусэн» (Uchiyama Haruhiko). Но по-настоящему звездной для него стала роль Ханадзавы Рюи в дораме «Цветочки после ягодок». Последующая за ней роль Сано Идзуми в дораме «Для вас во всем цвету или Непостижимый рай» только закрепила славу Сюна, как талантливого, одаренного актёра.
Помимо актёрского таланта, Сюн обладает хорошим голосом, который востребован на радио и в озвучивании анимации. Также он ещё посвящает себя театру.

## Личная жизнь
14 марта 2012 женился на японской актрисе, модель Ямада Ю. 01.10.2014 года родилась дочь, 2017 г.родился мальчик, в апреле 2020 у пары родился 3 ребенок, пол пока которого неизвестен

## Фильмография

### Фильмы
- 2025 — Плохой лейтенант: Токио
- 2021 — Персонаж
- 2021 — Мой папа
- 2021 — Годзилла против Конга
- 2017 — Gintama Life
- 2016 — Tera Fomazu
- 2016 — Nobunaga Kontseruto
- 2015 — Galaxy Kaido
- 2014 — Ойе-сан
- 2014 — Lupin III / Люпен III
- 2013 — Rich man, poor woman in New-york / Богатый мужчина, бедная женщина в Нью-йорке
- 2012 — Space brothers / Космические братья / Uchuu kyoudai
- 2010 — Gaku: Peak
- 2010 — Kikoku
- 2009 — Gokusen the movie
- 2009 — Tajomaru
- 2009 — Crows ZERO II / Вороны: Начало II
- 2008 — Hebi ni Piasu / Snakes and Earrings cameo
- 2007 — Surf's Up (Japanese dub)
- 2007 — Crows ZERO / Вороны: Начало
- 2007 — Sukiyaki Western Django
- 2007 — Kisaragi
- 2007 — Sakuran
- 2006 — Otoshimono / Ghost Train / Поезд-призрак
- 2006 — Waters
- 2006 — Rinne / Reincarnation
- 2005 — Life on the Long Board
- 2005 — Azumi 2
- 2005 — The Neighbor No. Thirteen
- 2004 — Is. A
- 2004 — Haken Kuroitsu no Tsubasa
- 2003 — Spring Story / Весенняя история
- 2003 — Robot Contest
- 2003 — Azumi
- 2002 — Hitsuji no Uta
- 1999 — Shiawase Kazoku Keiga

### Дорамы
- 2015 — Уроборос
- 2014 — Концерт Набунаги
- 2014 — Возвращение отца 10 эпизод
- 2014 — Грань
- 2013 — Женщина
- 2013 — Сакура Яэ
- 2012 — Богатый мужчина, бедная женщина / Rich Man, Poor Woman — Тору Хьюга
- 2010 — Ветеринар Дулиттл / Juui Dolittle — Tottori Kenichi(Dolittle)
- 2009 — Небеса, земля и люди / Tenchijin — Исида Мицунари
- 2009 — Токийские псы / Tokio Dogs — Со Такакура
- 2009 — Гокусэн: Фильм / Gokusen: The Movie — Утияма Харухико
- 2009 — Улыбка / Smile — Хаяси Сэйдзи
- 2008 — Цветочки после ягодок: Финал / Hana Yori Dango: Final — Ханазава Рюи
- 2008 — Слон, исполняющий мечты / Yume wo Kanaeru Zo — Ногами Кохэй
- 2008 — Бедный парень / Binbo Danshi — Кояма Кадзуми
- 2007 — Для тебя во всем цвету / Hanazakari no Kimitachi e — Сано Изуми
- 2007 — Цветочки после ягодок 2: Возвращение / Hana Yori Dango 2 — Ханазава Рюи
- 2005 — Цветочки после ягодок / Hana Yori Dango — Ханазава Рюи
- 2003 — Вставай! / Stand Up! — Энами Кодзи
- 2002 — Гокусэн / Gokusen — Утияма Харухико
- 2000 — Летний снег / Summer Snow — Синода Дзюн
- 1998 — Великий учитель Онидзука / Great Teacher Onizuka — Нобору Ёсикава

### Аниме
- 2014 — Спектакль Нобунаги
- 2013 — Космический пират Харлок
- 2012 — Doraemon: Nobita and the Island of Miracles — Animal Adventure
- 2012 — Жизнь Будори Гуско
- 2010 — Радуга: Семеро из шестой камеры
- 2008 — Горец: в поисках мести
- 2007 — Ванганская полночь
- 2006 — Лес зверей
- 2006 — Планета короля зверей
- 2005 — Стальной алхимик: Завоеватель Шамбалы

### Режиссёр
- 2010 — Когда-нибудь обязательно!

### Театр
- 2014 — One Flew Over the Cuckoo’s Nest
- 2011 — Dokurojo no Shinichijin aka Seven Souls in the Skull Castle
- 2011 — A Clockwork Orange
- 2008 — Musashi (март-апрель)
- 2007 — Калигула (7-30 ноября, 5-11 декабря)
- 2006 — Тит Андроник(21 апреля-7 мая)
- 2006 — Комедия ошибок (3-16 февраля)
- 2005 — Gouzen no Onaku
- 2004, 2007 — Как вам это понравится? (6-21 августа 2004, 5-29 июля 2007)
- 2004 — Joker (29 марта −3 апреля)
- 2003 — Гамлет (16 ноября-14 декабря)
- 2003 — Uchu de Ichiban Hayai Tokei
- 2000 — Jinsei wa Gatagoto Ressha ni Notte
- 1998 — Color